# The Dope King
The Dope King – trzeci album studyjny grupy DJ? Acucrack.

## Lista utworów
1. "Airlock" (Jason Novak) – 3:10
2. "Renegade DJ" (Novak) – 5:43
3. "The Dope King" (Novak) – 4:26
4. "Platinum" (Novak) – 5:48
5. "Metrolux" (Novak) – 6:40
6. "Return of the Optimizer" (Novak) – 5:06
7. "Captains Waterlog" (Novak) – 3:50
8. "Building Histograms" (Novak) – 7:12
9. "The Fortress" (Novak) – 6:30
10. "Epicenter" (Novak) – 5:36
11. "Cykik" (Novak) – 5:49
12. "In Yer Mind" (Novak) – 4:22
13. "Emulsifier" (Novak) – 9:22